# ژیمناسیاد
ژیمناسیاد (انگلیسی: Gymnasiade) یک رویداد چند ورزشی همانند یونیورسیاد (بازی‌های جهانی دانش جویان) است ولی برای دانش آموزان برگزار می‌شود و به المپیک دانش آموزان یا بازی‌های جهانی دانش آموزان معروف است و در دو بخش ورزش‌های تابستانی و زمستانی برگزار می‌شود. این رقابت‌ها برای دانش آموزان ۱۴ تا ۱۷ سال و به صورت دو سالانه برگزار می‌شود و تا سال ۲۰۰۹ فقط در سه ورزش پایه یعنی سه رشته شنا و دو و میدانی و ژیمناستیک (هنری و ریتمی) برگزار می‌شد. در سال ۲۰۱۳ ژیمناستیک ایروبیک و جودو و کاراته و شطرنج نیز به آن اضافه شدند. در سال ۲۰۱۶ در ترکیه تعداد رشته‌های ورزشی به ده و در سال ۲۰۱۸ در مراکش به ۱۸ ورزش رسید. اولین دوره بازی‌های جهانی دانش آموزان در بخش زمستانی در سال ۲۰۱۸ در فرانسه و در ۴ ورزش اصلی و ۳ ورزش نمایشی برگزار شد.